# NGC 4656
NGC 4656 (другие обозначения — UGC 7907, IRAS12417+3228, MCG 5-30-66, KCPG 350B, ZWG 159.65, FGC 174A, KUG 1241+324, PGC 42863) — спиральная галактика с перемычкой в созвездии Гончие Псы.
Благодаря своей форме с изогнутым на одном из концов узле, галактика имеет неофициальные имена: «Хоккейная клюшка» и «Лом»
Этот объект входит в число перечисленных в оригинальной редакции «Нового общего каталога».
Необычная форма вызвана, по-видимому, взаимодействием (столконовением) галактик NGC 4656, NGC 4631, и NGC 4627.
Одним из следствий этого взаимодействия является яркий узел на северо-востоке галактики. Этот яркий узел был занесен первооткрывателем Вильямом Гершелем 20 марта 1787 года как отдельный объект. Позже он был внесен в Новый общий каталог под отдельной записью  NGC 4657.
21 марта 2005 г. в NGC 4656 была обнаружена яркая голубая переменная звезда.